# American Gothic
 For alternative betydninger, se American Gothic (flertydig). (Se også artikler, som begynder med American Gothic)
American Gothic er et maleri fra 1930 og er malet af af den amerikanske maler Grant Wood.
Billedet viser en bonde, der holder en høtyv, stående ved siden af en kvinde, der formentlig er hans kone. Parret står foran et hus i "Carpenter Gothic"-stil. Billedet er et af de mest kendte og parodierede værker i amerikansk kunst fra 1900-tallet. Wood viser beskueren de traditionelle kønsroller i det amerikanske samfund, og lader høtyven repræsentere fysisk arbejde. Billedet er skabt med referencer til portrætkonventionerne i datidens fotografiske æstetik. Den tretandede høtyvs form gentages i sømmen på mandens overall, i husets vindue og i mandens ansigtsform.
Originalværket befinder sig i kunstsamlingen ved Art Institute of Chicago.

## Skabelsen af billedet
Grant Wood blev i 1930 opmærksom på et lille hvidt hus i småbyen Eldon, Iowa, bygget i "Carpenter Gothic"-stil. Han fik lyst til at male huset sammen med "den type mennesker som jeg forestillede mig at ville bo i et sådant hus". Han brugte sin søster Nan som model for kvinden, klædt i et traditionelt amerikansk forklæde. Som model for manden brugte han sin tandlæge, Byron McKeeby. Hvert af elementerne blev malet for sig; modellerne poserede ikke sammen, og stod aldrig foran huset.
Billedet blev sendt ind til en konkurrence ved Art Institute of Chicago. Juryen anså først billedet som et kuriøst påfund, men et af museets bestyrelsesmedlemmer overtalte juryen til at revurdere sin beslutning, hvorefter billedet blev tildelt en tredjepris på $300. Han påvirkede også instituttet til at købe billedet, der fortsat er i instituttets eje.

## Samtidens reaktioner
Billedet blev hurtigt gengivet i aviserne, først i Chicago Evening Post og derefter i New York, Boston, Kansas City og Indianapolis. Da billedet senere blev gengivet i lokalavisen Cedar Rapids Gazette i Iowa blev Wood mødt af en strøm af kritik. Indbyggerne i Iowa blev oprørte over at blive fremstillet som "blege, bistre kristne fundamentalister". En kvinde skal have truet med at bide Woods øre af. Wood svarede, at han ikke havde ment at karikere Iowa-indbyggere, men at skildre det typisk amerikanske.
Woods søster Nan følte sig forurettet over at blive afbildet som en dobbelt så gammel kvinde og forsøgte at sprede den opfattelse, at biledet ikke viser et ægtepar, men en far og en datter. Wood afstod fra at kommentere dette.
Kunstkritikernes reaktioner var positive. Gertrude Stein og Christopher Morley antog begge, at billedet var ment som en satire over det landlige amerikanske småbyliv. Billedet blev også tolket ind en trend af stadig mere kritiske skildringer af amerikanske landsbyer, sammen med romaner som Sherwood Andersons Winesburg, Ohio (1919), Sinclair Lewis' Main Street (1920) og Carl Van Vechtens The Tattooed Countess.
I takt med, at 1930'erne bød på dårligere tider, i takt med udviklingen i Depressionen blev opfattelsen og tolkningen af billedet ændret. Billedet blev nu fortolket som en positiv skildring af en udholdende amerikansk pioner-ånd. Wood støttede selv op om en sådan opfattelse af billedet, da han tog afstand fra sin tidligere bohemeperiode og knyttede sig til folkelige malere i Midtvesten, som John Steuart Curry og Thomas Hart Benton. Det var i denne periode, at Wood sagde at "Alle de gode ideer jeg har fået er kommet til mig mens jeg malkede køer". Det var denne tolkning af billedet i nedgangstider, der afstedkom den første parodien: Gordon Parks' fotografi fra 1942 som viser rengøringsassistenten Ella Watson fra Washington D.C.

## Parodier
På samme måde som Mona Lisa og Munchs Skriget er Woods billede et kulturelt ikon, der bruges, genbruges, citeres og parodieres i en lang række sammenhænge. Motivet bruges regelmæssigt for at afbilde amerikanske præsidentpar og præsidentkandidater; det bruges til reklame for varer og ting, citeres i populærkulturen og bruges i film, som f.eks. splatterfilmen American Gothic fra 1988 med Rod Steiger og i Rocky Horror Picture Show fra 1975. Ligeledes optræder parret i den amerikanske country pop-sanger Caroline Jones' video til sangen "Goshdamn".

## Eksterne links
- Om maleriet, på Art Institutes website Arkiveret 31. oktober 2011 hos  Wayback Machine
- Artikkel af Slate om American Gothic Arkiveret 24. november 2009 hos  Wayback Machine
- American Gothic: A Life of America's Most Famous Painting
- American Gothic House Center site Arkiveret 18. juni 2009 hos  Wayback Machine